# Jung Gab-suk
Jung Gab-suk (* 3. März 1969) ist ein südkoreanischer Fußballtrainer. Er steht bei Bucheon FC 1995 unter Vertrag.

## Ausbildung
Über seine Jugendzeit ist wenig bekannt. Jung war auf der Woosong High School und der Universität Chungbuk.

## Karriere als Trainer
Mit 37 Jahren wurde er 1996 an der Universität Chungbuk Trainer der Fußballmannschaft. Er blieb an der Universität bis 2006, ehe er danach zu der Hongik University wechselte und dort zweiter Co-Trainer wurde. Bis Ende 2008 blieb er dort, ehe er dann zu den Korea-National-League-Verein Goyang KB Kookmin Bank FC wechselte. Dort wurde er ebenfalls zweiter Co-Trainer. Nachdem sich der Verein aufgelöst hatte, wechselte er an die Chungnam Mechanical Technical High School und übernahm dort die Jugendmannschaft. Bis Ende 2015 blieb er dort, bis ihn Anfang 2016 der K-League-Challenge-Verein Bucheon FC 1995 unter Vertrag nahm. Dort wurde er als neuer zweiter Co-Trainer vorgestellt. Nachdem Mitte Oktober der Verein den Trainer Song Seon-ho entließ, wurde er für 2 Wochen Interimstrainer und übernahm bis zum 29. Oktober 2016 das Team. Danach wurde er wieder 2. Co-Trainer. Nachdem der alte Trainer wieder die Verantwortung über die erste Mannschaft übernommen hatte, wechselte er eine Woche später zum Ligakonkurrenten Asan Mugunghwa FC. Daraufhin wurde er als neuer Trainer für die Saison 2017 vorgestellt.